# ソフトウェア・レビュー
ソフトウェア・レビュー（英: Software review）とは、ソフトウェア開発、システム開発において、各工程で作成される成果物に対し、開発プロジェクトの担当者、マネージャー、ユーザー、顧客、ユーザーの担当者、その他の関係者がコメントしたり、承認するためプロセス、または会議のこと。
ソフトウェア開発、システム開発においては単にレビューと呼ぶことも多い。
IEEE標準1028では、以下の5つが規定されている。
- ウォークスルー
- ソフトウェア・テクニカルレビュー
- ソフトウェアインスペクション
- ソフトウェア・マネジメントレビュー（英語版）
  - 進捗の確認、進捗計画と進捗状況の確認。開発リソース割り当ての確認、目標達成のために用いられるマネジメントの手法を評価する。
- 監査
  - 国際的な標準や規制や規則、国内法による規制や規則に沿っていることの評価や、顧客や企業の開発標準、ガイドラインに沿っていることを確認、評価する。

カール・ウィーガーズは論文「Improving Quality through Software Inspections」（1995年）において、以下の「基本指導原則」を挙げている 。
1. まず、自分のエゴをチェックする。
2. 作成者ではなく、作成物そのものを批評する。
3. レビューで問題を見つける。ただし、見つけた問題をレビューの場で解決しようとしない。
4. レビューの時間は最大2時間に制限する。
5. 作成物の理解に影響がないのならば、スタイルに関する問題は避ける。
6. 公式だろうと非公式だろうと、早期に点検を行い、また頻繁に点検を行う。